# Décès en 1291
Décès
- 1287
- 1288
- 1289
- 1290
- 1291
- 1292
- 1293
- 1294
- 1295

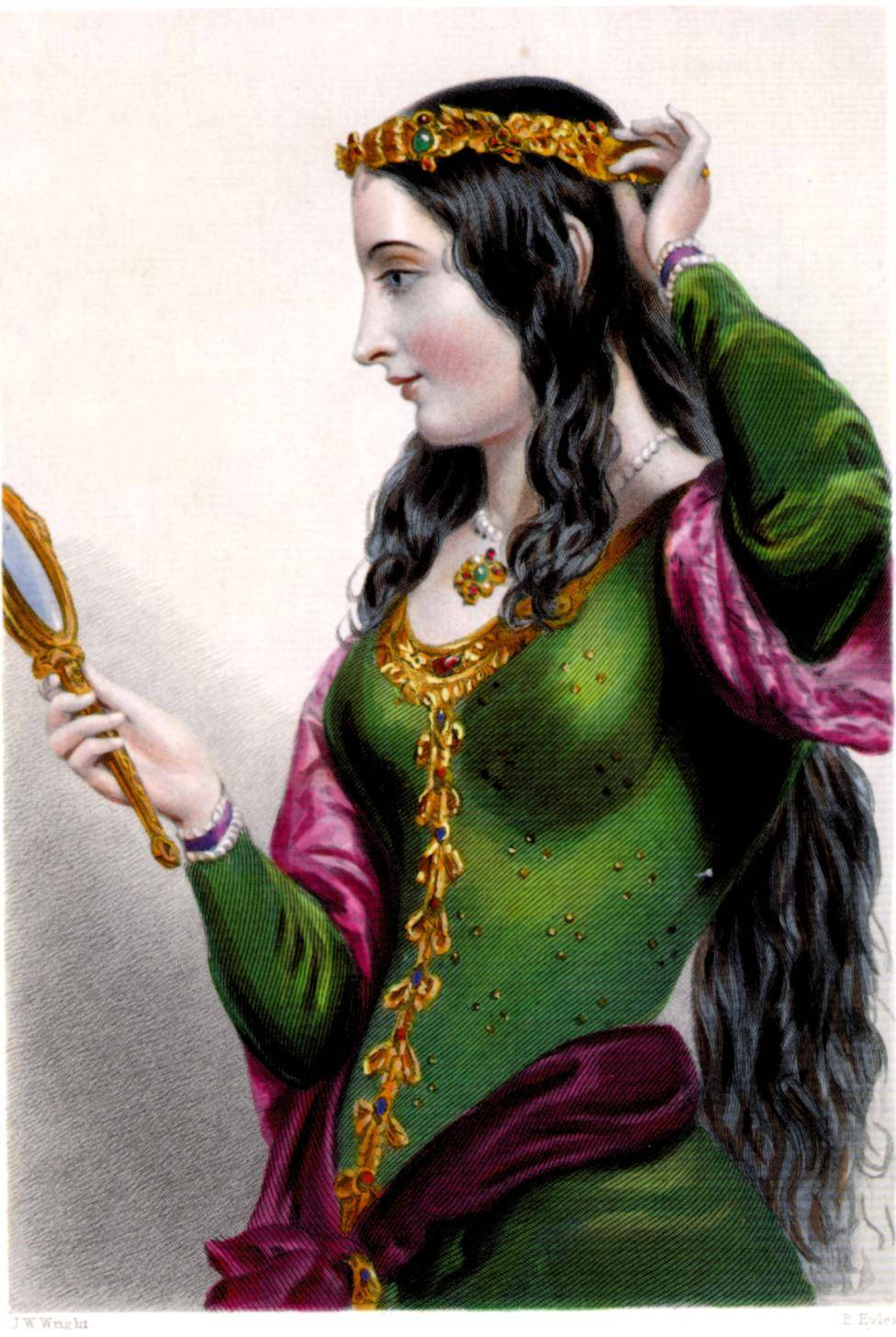
Éléonore de Provence, morte en 1291.

Cette page dresse une liste de personnalités mortes au cours de l'année 1291 :
- 10 mars : Arghoun.
- 18 mai : 
  - Guillaume de Beaujeu, 21e grand Maître des Templiers.
  - Nicolas de Hanapes, prêtre dominicain, dernier patriarche latin de Jérusalem (avec résidence à Acre).
- 5 juin : Jean Ier d'Anhalt-Bernbourg, prince de la maison d'Ascanie, corégent sur la principauté d'Anhalt-Bernbourg.
- 18 juin : Alphonse III d'Aragon, dit le Franc ou le Libéral, roi d'Aragon et comte de Ribagorce sous le nom d’Alphonse III, comte de Barcelone, de Gérone, de Besalú et de Pallars Jussà sous le nom d’Alphonse II, roi de Valence sous le nom d’Alphonse Ier.
- 26 juin : Éléonore de Provence, reine d'Angleterre, duchesse d'Aquitaine, duchesse de Normandie.
- 12 juillet : Hermann VII de Bade-Bade, co-margrave de Bade-Bade et comte d'Eberstein.
- 15 juillet : Rodolphe Ier du Saint-Empire, roi des Romains, duc d'Autriche, duc de Carinthie.
- 23 juillet : Bernard de Languissel, archevêque d'Arles, puis cardinal-évêque de Porto et de Sainte-Rufine et légat apostolique en Piémont.
- 5 août : Bernardo de Berardi, cardinal italien.
- 7 août : Eustache Le Cordelier, évêque de Coutances.

- Arghoun, descendant de Gengis Khan, est le quatrième ilkhan de Perse de la dynastie des Houlagides (ou Ilkhanides).
- Tula Buqa, khan de la Horde d'or.
- Thiébaut II de Bar, comte de Bar.
- Henri Ier de Mecklembourg-Werle-Güstrow, prince de Meclmebourg-Güstrow.
- Simon de Schöneck, évêque de Worms.
- Arnould III de Wezemaal, maréchal du duché de Brabant, seigneur de Wezemaal, souverain maître d'Hôtel du roi de France.
- Franco Lippi, carme italien.
- Al-Adil Badr ad-Dîn Salamish ben az-Zahir Baybars, sultan mamelouk bahrite d’Égypte en 1279 à l'âge de sept ans et pour la durée d'un seul mois.

## Crédit d'auteurs
- Cet article est partiellement ou en totalité issu de l'article intitulé « 1291 » (voir la liste des auteurs).